# Bossanova Swap Meet
Bossanova Swap Meet är ett album från 1994 av det svenska rockbandet Atomic Swing.

## Låtlista
| Nr           | Titel                     | Längd |
| ------------ | ------------------------- | ----- |
| 1.           | Stuck On A Worn Out Rhyme | 3:55  |
| 2.           | So In Need Of A Change    | 5:04  |
| 3.           | Like A John Needs A Yoko  | 4:28  |
| 4.           | Bossanova Swap Meet       | 4:36  |
| 5.           | Teenage Divina            | 5:06  |
| 6.           | Envy Moon                 | 5:00  |
| 7.           | Soul Free                 | 3:48  |
| 8.           | Hoodood in Mamou          | 5:27  |
| 9.           | Suburban Wing             | 4:30  |
| 10.          | Moon Age Revolution       | 5:03  |
| Total längd: | Total längd:              | 46:54 |